# Dysmicoccus hambletoni
Dysmicoccus hambletoni är en insektsart som beskrevs av Williams och Granara de Willink 1992. Dysmicoccus hambletoni ingår i släktet Dysmicoccus och familjen ullsköldlöss.
Artens utbredningsområde är Ecuador. Inga underarter finns listade i Catalogue of Life.